# Franz Lauska
Franz Seraphinus Lauska, född den 13 januari 1764 i Brünn (nu Brno i Tjeckien), död den 18 april 1825 i Berlin, var en tysk pianist och tonsättare. 
Fadern bestämde honom för den vetenskapliga banan. Han fortsatte emellertid sina pianostudier samt studerade komposition för Albrechtsberger. På talrika konsertresor, bland annat till Köpenhamn, väckte han beundran både som virtuos och gedigen tonsättare för sitt instrument. I Berlin rönte han 1798 en så lysande framgång, att han beslöt bosätta sig där. Här utvecklade han även en storartad verksamhet som pianolärare, även vid hovet. Meyerbeer var en av hans lärjungar. Hans spel utmärktes av en högt driven färdighet, en fin smak och ädel känsla. Hans tonsättningar – kammarmusikverk, pianostycken, sånger – åtnjöt på sin tid en sällsynt popularitet. Han utgav även en pianoskola. Carl Maria von Weber tillägnade honom sin stora sonat opus 39 (i ass-dur). Hans hustru var en framstående harpist.